# WM P80
Pour les articles homonymes, voir P80.
La WM P80 est une voiture de course d'endurance de l'écurie WM, motorisée par Peugeot, ayant participé aux 24 Heures du Mans de 1980 et 1981. 

## Historique
La série WM est conçue par Gérard Welter et Michel Meunier et participe à l'épreuve du Mans depuis 1969. 
En 1981, quatre voitures prennent le départ des 24 Heures du Mans. Deux WM P80 et deux WM P81.

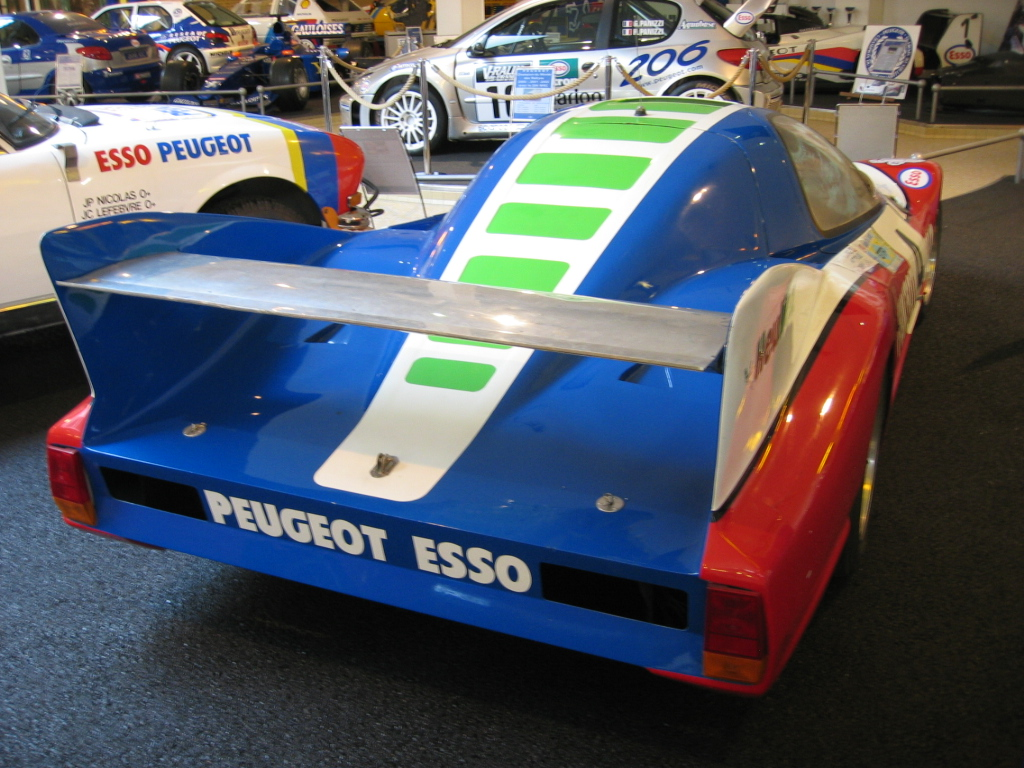
Vue arrière (Musée Peugeot de Sochaux).

## Palmarès aux 24 Heures du Mans
- 1980 : Pilotes: Guy Fréquelin et Roger Dorchy - 4e au général et 2e en catégorie GTP (Grand tourisme prototype).
- 1981 : Pilotes : Morin / Mendez / Mathiot - 13e au général et 4e en catégorie GTP.